# White Spirit (groupe)
Pour les articles homonymes, voir White Spirit.
White Spirit est un groupe de heavy metal britannique formé à Hartlepool en 1975. Fortement influencé par Deep Purple et Uriah Heep, White Spirit fait partie de la New wave of British heavy metal.

## Biographie
Après avoir publié son premier single Back to the Grind sur le label Neat Records en mai 1980, White Spirit participe au festival de Reading en août 1980 et publie en septembre 1980 sur le label MCA son unique album simplement intitulé White Spirit. Le single atteint la troisième place des classements musicaux. Le groupe se sépare en 1981 lorsque le guitariste Janick Gers est recruté par Ian Gillan. Une reformation eu lieu en 1982 avec une nouvelle formation, Janick Gers étant remplacé par Mick Tucker et le chanteur Bruce Ruff par Brian Howe, le claviériste Toby Sadler complétant la formation. Cette reformation ne fut que de courte durée, le groupe se séparant une nouvelle fois et cette fois-ci de manière définitive après l'échec du nouveau single intitulé Watch Out.
Plusieurs membres de White Spirit effectuent une longue carrière dans l'univers du hard rock. Janick Gers est depuis de nombreuses années le troisième guitariste d'Iron Maiden après avoir travaillé avec Bruce Dickinson. Brian Howe est recruté par Ted Nugent et participa ensuite à la réunion du groupe Bad Company. Mick Tucker et le batteur Graeme Crallan rejoignirent Tank respectivement en 1983 et 1984. Toby Sadler rejoint les rangs d'Airrace puis de Samson et Lisa Dominique.
Le bassiste de White Spirit, Phil Brady, joue plus tard au sein du groupe de metal originaire de Teesside, Therapy, entre 1990 et 1991. Il quitte White Spirit après leur premier album studio, et est remplacé par Ian Shuttleworth. Le batteur Graeme Crallan, aussi connu sous le nom « Crash », se joint à Tank en 1984 et joue sur leur album Honour and Blood. Il part l'année suivante. Crallan décède au Royal Free Hospital, Hampstead, le 27 juillet 2008 après une chute à York Way, Londres,. L'album éponyme du groupe est réédité en 2005 au label Castle Communications.

## Style musical
Le style heavy metal de White Spirit est orienté hard rock progressif des années 1970. Le groupe s'inspire de Motörhead et Judas Priest.

## Membres
- Bruce Ruff - chant (1975-1981)
- Brian Howe - chant solo (1981)
- Janick Gers - guitare (1975-1981)
- Phil Brady - basse (1975-1981)
- Graeme Crallan - batterie (1975-1981)
- Malcolm Pearson - clavier (1975-1981)